# Выгодчиков, Григорий Васильевич
Григорий Васильевич Выгодчиков (23 января [4 февраля] 1899 — 7 июня 1982, Москва, СССР) — советский микробиолог, академик АМН СССР (1953-82).

## Биография
Родился Григорий Выгодчиков 23 января (4 февраля) 1899 года. В 1922 году окончил МГУ. С 1924-по 1931 год работал в Микробиологическом институте Наркомздрава СССР, С 1931-по 1940 год работал в Центральном институте эпидемиологии и микробиологии. С 1940-по 1941 год работал в Государственном научно-исследовательском институте стандартизации и контроля медицинских биологических препаратов, с 1942-по 1952 год работал в Московском городском институте эпидемиологии и бактериологии. С 1952-по 1982 год работал в Институте эпидемиологии и микробиологии АМН СССР.
Скончался 7 июня 1982 года в Москве. Похоронен на 27-м участке Ваганьковского кладбища.

## Научные работы
Основные научные работы посвящены микробиологии и иммунологии заболеваний, вызываемых стафилококками и стрептококками. Автор свыше 220 научных работ, в том числе трёх монографий.
- Исследовал активный и пассивный иммунитет к некоторым инфекциям.
- Разрабатывал научные основы производства профилактических и лечебных препаратов.

## Награды и премии
- 1963 — Премия имени Н.Ф.Гамалеи АМН СССР.